# Mercatel
Mercatel és un municipi francès situat al departament del Pas de Calais i a la regió dels Alts de França. L'any 2007 tenia 628 habitants.

## Demografia

### Població
El 2007 la població de fet de Mercatel era de 628 persones. Hi havia 230 famílies de les quals 44 eren unipersonals (4 homes vivint sols i 40 dones vivint soles), 73 parelles sense fills, 97 parelles amb fills i 16 famílies monoparentals amb fills.
La població ha evolucionat segons el següent gràfic:
Habitants censats

### Habitatges
El 2007 hi havia 239 habitatges, 227 eren l'habitatge principal de la família, 1 era una segona residència i 10 estaven desocupats. 231 eren cases i 7 eren apartaments. Dels 227 habitatges principals, 187 estaven ocupats pels seus propietaris, 38 estaven llogats i ocupats pels llogaters i 2 estaven cedits a títol gratuït; 7 tenien dues cambres, 14 en tenien tres, 46 en tenien quatre i 160 en tenien cinc o més. 176 habitatges disposaven pel capbaix d'una plaça de pàrquing. A 103 habitatges hi havia un automòbil i a 101 n'hi havia dos o més.

### Piràmide de població
La piràmide de població per edats i sexe el 2009 era:
| Homes | Edats   | Dones |
| ----- | ------- | ----- |
| 4     | 95 o +  | 0     |
| 0     | 90 a 94 | 0     |
| 0     | 85 a 89 | 8     |
| 0     | 80 a 84 | 4     |
| 8     | 75 a 79 | 20    |
| 16    | 70 a 74 | 12    |
| 16    | 65 a 69 | 12    |
| 12    | 60 a 64 | 24    |
| 8     | 55 a 59 | 4     |
| 16    | 50 a 54 | 20    |
| 16    | 45 a 49 | 12    |
| 32    | 40 a 44 | 24    |
| 16    | 35 a 39 | 12    |
| 16    | 30 a 34 | 20    |
| 36    | 25 a 29 | 32    |
| 16    | 20 a 24 | 20    |
| 20    | 15 a 19 | 4     |
| 20    | 10 a 14 | 12    |
| 36    | 5 a 9   | 20    |
| 20    | 0 a 4   | 20    |

## Economia
El 2007 la població en edat de treballar era de 394 persones, 293 eren actives i 101 eren inactives. De les 293 persones actives 272 estaven ocupades (156 homes i 116 dones) i 21 estaven aturades (11 homes i 10 dones). De les 101 persones inactives 29 estaven jubilades, 32 estaven estudiant i 40 estaven classificades com a «altres inactius».

### Ingressos
El 2009 a Mercatel hi havia 233 unitats fiscals que integraven 635,5 persones, la mediana anual d'ingressos fiscals per persona era de 18.148 €.

### Activitats econòmiques
Dels 30 establiments que hi havia el 2007, 1 era d'una empresa extractiva, 2 d'empreses de fabricació d'altres productes industrials, 8 d'empreses de construcció, 6 d'empreses de comerç i reparació d'automòbils, 2 d'empreses de transport, 1 d'una empresa d'hostatgeria i restauració, 1 d'una empresa d'informació i comunicació, 2 d'empreses financeres, 1 d'una empresa immobiliària, 1 d'una empresa de serveis, 3 d'entitats de l'administració pública i 2 d'empreses classificades com a «altres activitats de serveis».
Dels 10 establiments de servei als particulars que hi havia el 2009, 1 era un taller de reparació d'automòbils i de material agrícola, 1 paleta, 1 guixaire pintor, 5 lampisteries, 1 perruqueria i 1 restaurant.
L'any 2000 a Mercatel hi havia 11 explotacions agrícoles.

## Equipaments sanitaris i escolars
El 2009 hi havia una escola elemental.

## Poblacions més properes
El següent diagrama mostra les poblacions més properes.